# Groton, Massachusetts

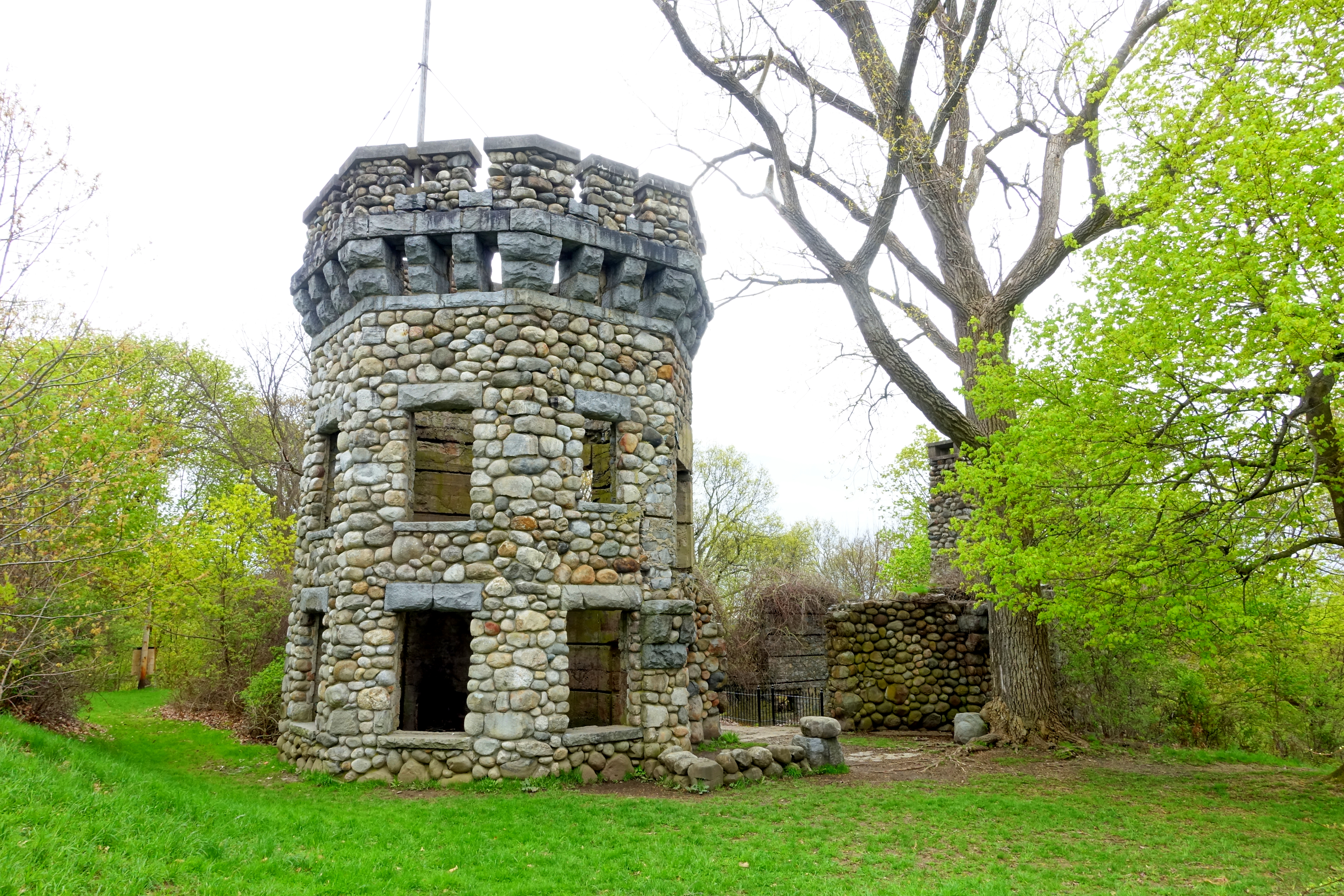

Groton är en kommun (town)  i Middlesex County i den amerikanska delstaten Massachusetts med en yta av 87,3 km² och en folkmängd, som uppgår till 10 641 invånare (2007). Groton grundades år 1655.

## Kända personer från Groton
- Ether Shepley, politiker